# Marie Décugis
Cornélie Gilberte Marie Décugis, nascuda Flameng, (Dieppe, Sena Marítim, 7 d'agost de 1884 – Grasse, Alps Marítims, 4 de maig de 1969) va ser una tennista francesa que va competir a començaments del segle xx.
Marie nasqué el 1884 i era filla del pintor François Flameng (1856–1923) i la seva muller Marguerite Henriette Augusta (nascuda Turquet; 1863–?). El 15 de maig de 1905 es casà amb el també tennista Max Decugis. La parella va tenir una filla, Christiane Omer-Decugis (1909–1974).
El 1906 va prendre part en els Jocs Intercalats d'Atenes, on guanyà la medalla d'or en la prova de dobles mixtos, formant parella amb el seu marit. El 1912 i 1920 va disputar el Torneig de Wimbledon, però en ambdues ocasions va perdre en les primeres rondes.
Morí a Grasse amb 84 anys.